# پارک ملی هفتاد قله
پارک ملی هفتاد قله یک پارک ملی با مساحت ۱۲۱۴۷ هکتار است که در استان مرکزی در ایران قرار دارد. این پارک ملی طبق مصوبهٔ شمارهٔ ۵۳۲ در تاریخ ۹۹/۱۱/۰۶ در فهرست مناطق تحت حفاظت سازمان محیط زیست ایران قرار گرفت.